# 穢語症
穢語症（英語：Coprolalia）是指不自覺地咒罵或不自覺地說出猥褻詞語或貶損性言論的症狀，是其中一種抽动综合症。而穢語症在英語「Coprolalia」來自於希臘語「kopros」及「laleîn」一詞（意思分別是「糞便」、「胡言亂語」）